# François Fétis
François-Joseph Fétis (ur. 25 marca 1784 w Mons, zm. 26 marca 1871 w Brukseli) – belgijski kompozytor, organista, muzykolog, krytyk muzyczny.

## Życiorys
Fétis kształcił się w konserwatorium muzycznym w Paryżu pod kierunkiem François-Adriena Boieldieu. W 1813 został organistą i nauczycielem muzycznym w Douai, a w 1818 profesorem w paryskim konserwatorum muzycznym. W 1833 został mianowany kapelmistrzem królewskim dworu belgijskiego i dyrektorem konserwatorium w Brukseli.
Skomponował m.in. opery L'amant et le mari i La vieille.
W Paryżu Fétis założył jedno z pierwszych francuskich czasopism muzycznych „La Revue musicale”.
Był autorem wielu artykułów prasowych oraz publikowanych rozpraw z zakresu muzyki kościelnej i świeckiej, jak Curiosités historiques de la musique, complément nécessaire de La Musique mise à la portée de tout le monde (Paryż 1830), Biographie universelle des musiciens et bibliographie générale de la musique (Paryż, 1834–1835) czy monumentalna, wydana w 5 tomach Histoire générale de la musique depuis les temps les plus anciens jusqu'à nos jours (Paryż, 1869–1876).
Po udanym, pierwszym koncercie Fryderyka Chopina we Francji, 26 lutego 1832 w paryskim salonie Pleyel, Fétis napisał o Polaku, że ten młody człowiek dzięki bogactwu swoich pomysłów może całkowicie odnowić muzykę fortepianową.
Był odznaczony belgijskim krzyżem Wielkiego Oficera Orderu Leopolda, holenderskim krzyżem Komandora Orderu Korony Dębowej, francuskim krzyżem Oficera Orderu Legii Honorowej i pruskim krzyżem Kawalera Orderu Orła Czerwonego.